# Vertébrothérapie
 (juillet 2010).
 (janvier 2024).
Si vous disposez d'ouvrages ou d'articles de référence ou si vous connaissez des sites web de qualité traitant du thème abordé ici, merci de compléter l'article en donnant les références utiles à sa vérifiabilité et en les liant à la section « Notes et références ».
La vertébrothérapie, également dénommée vertébrologie, est une pratique pseudo-scientifique de médecine alternative dont la croyance tire des éléments de l'ostéopathie et de la chiropraxie.
La vertébrothérapie s'adresse aux malades, si possible solidement constitués, souffrant du mal de dos. L'enseignement de cette technique annexe, utilisée comme « adjuvant thérapeutique occasionnel », est réservé aux thérapeutes avec formation médicale spécifique, désirant traiter par manipulation manuelle.
Cette méthode prend ses sources dans l'œuvre du Docteur André de Sambucy qui est à l'origine des soins manuels actuellement enseignés en Europe.
Elle est basée sur certaines manœuvres ostéopathiques, chiropractiques et de thérapie manuelles qui tendent à :  réajuster, normaliser, stabiliser, relâcher, détendre, et enfin maintenir l'ensemble des structures neuro-musculo-squelettiques qui étaient en dysfonction. 
Principales indications :
- Hernies discales
- Discopathies
- Douleurs viscérales
- Douleurs articulaires
- Dorsalgies
- Cervicalgies
- Migraines
- Vertiges
- Préventions des compensations de la colonne vertébrale